# Aron Rafn Eðvarðsson
Aron Rafn Eðvarðsson est un handballeur islandais qui évolue au poste de gardien de but.

## Palmarès

### En club
- Champion d'Islande en 2009, 2010
- Coupe d'Islande en 2010, 2012